# Reichseiche
Die als Reichseiche bezeichnete Stieleiche ist ein Naturdenkmal in der Gemeinde Wennigsen (Deister) in der Region Hannover in Niedersachsen.

## Beschreibung
Der vor etwa 200 oder 250 Jahren gepflanzte Baum steht im Randbereich des Deisters an einem Waldweg von der Ortslage Waldkater zum Häuserbruch.

Im Jahr 1896 wurde die Eiche als Überhälter stehen gelassen. Im Jahr 1907 hatte der Baum eine Höhe von etwa 30 m und einen Stammumfang von 3,05 m. An dem freistehenden „prachtvollen“ Baum wurde 1896 eine Tafel mit der Inschrift angebracht

„Reichseiche. Zum Andenken an das 25jährige Bestehen des Deutschen Reiches“

Der Standort liegt im Landschaftsschutzgebiet „Norddeister“.
Der Verkehrs- und Verschönerungsverein Wennigsen stellte in jüngerer Zeit eine an die alte Inschrift erinnernde Tafel in der Nähe der Reichseiche auf.

## Naturdenkmal
Im Dezember 1982 nahm der damalige Landkreis Hannover den Baum als „Stieleiche sog. Reichseiche“ mit der Nummer ND-H 153 in sein Naturdenkmalverzeichnis auf.
Die nach dem Niedersächsischen Kommunalverfassungsgesetz für die Aufgaben der unteren Naturschutzbehörde im Gebiet der Gemeinde Wennigsen zuständige Region Hannover übernahm bei der Neuregelung des Verzeichnisses im Jahr 2010 den Baum in einer Sammelverordnung.
Als Schutzzweck des Naturdenkmals nannte die Behörde

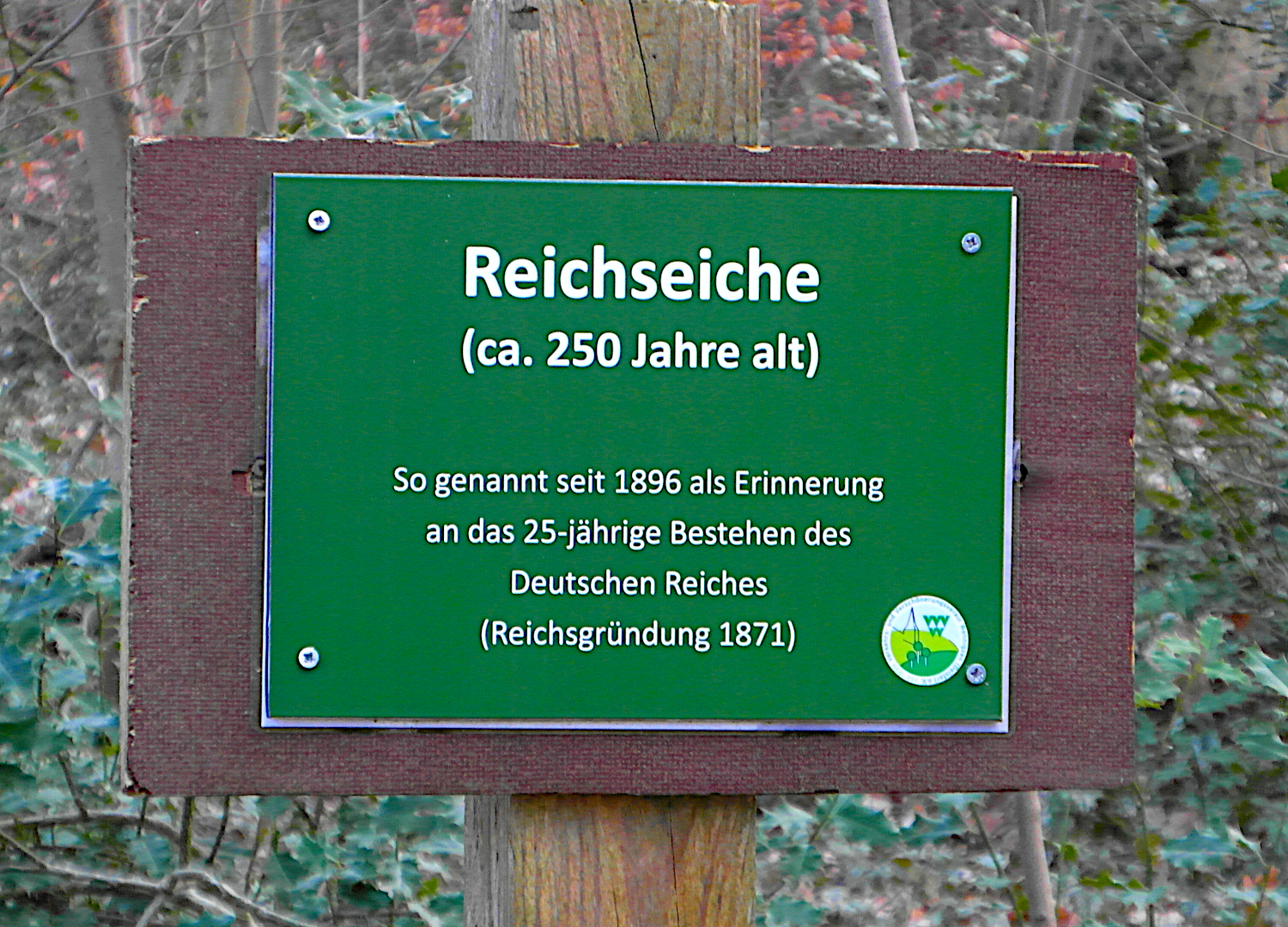
Schild bei der Reichseiche

„Die hoch gewachsene alte Eiche an einem Waldweg ist im Waldbereich einzigartig und damit schutzwürdig.“